# 하나마키역
하나마키역(일본어: 花巻駅)은 일본 이와테현 하나마키시에 있는 동일본 여객철도의 역이다. 도호쿠 본선 소속이며, 가마이시 선의 기점이기도 하다. 단선 · 섬식의 형태를 합친 복합 구조의 철도 역사이다.

## 타는 곳
| 1 | ■ 가마이시 선 | -      | 신하나마키 · 도노 · 가마이시 방면     |                        |
| 1 | ■ 도호쿠 본선 | (하행) | 히즈메 · 모리오카 방면                | (가마이시 선부터 직통) |
| 2 | ■ 도호쿠 본선 | (상행) | 기타카미 · 미즈사와 · 이치노세키 방면 |                        |
| 3 | ■ 도호쿠 본선 | (하행) | 히즈메 · 모리오카 방면                |                        |

## 이용 현황
| 연도     | 하루 평균 승차 인원 | 연도     | 하루 평균 승차 인원 |
| 2000년도 | 3,817               | 2006년도 | 3,394               |
| 2001년도 | 3,711               | 2007년도 | 3,398               |
| 2002년도 | 3,619               | 2008년도 | 3,308               |
| 2003년도 | 3,540               | 2009년도 | 3,256               |
| 2004년도 | 3,491               | 2010년도 | 3,281               |
| 2005년도 | 3,513               |          |                     |
| -------- | ------------------- | -------- | ------------------- |

## 역 주변
- 하나마키 시청
- 하나마키 시민 체육관
- 이와테 현 하나마키 지구 합동청사
- 모리오카 지방 재판소 · 가정 재판소 하나마키 지부
- 하나마키 간이 재판소
- 하나마키 시 소방 본부
- 하나마키 세무서
- 일본연금기구 하나마키 연금 사무소
- 헬로워크 하나마키
- 하나마키 시립 하나마키 도서관
- 하나마키 시 문화회관
- 하나마키 시 종합복지센터
- 하나마키 시 하나마키 보건 센터
- 이와테 현 하나마키 후생 병원
- 도호쿠 노동금고 하나마키 지점
- 후지 대학

## 인접 정차역
| 도호쿠 본선                | 도호쿠 본선       | 도호쿠 본선                |
| -------------------------- | ----------------- | -------------------------- |
| 시·종착역                  | □ 쾌속 '하마유리' | 야하바 모리오카 방면       |
| 기타카미 이치노세키 방면   | □ 쾌속 '아테루이' | 야하바 모리오카 방면       |
| 무라사키노 이치노세키 방면 | ■ 보통            | 하나마키쿠코 모리오카 방면 |
| 가마이시 선                |                   |                            |
| 시·종착역                  | □ 쾌속 '하마유리' | 신하나마키 가마이시 방면   |
| 시·종착역                  | ■ 보통            | 니타나이 가마이시 방면     |